# Нисиокоппе
Нисиокоппе (яп. 西興部村 Нисиокоппэ-мура) — село в Японии, находящееся в уезде Момбецу округа Охотск губернаторства Хоккайдо. Площадь села составляет 308,12 км², население — 1155 человек (30 июня 2014), плотность населения — 3,75 чел./км².

## Географическое положение
Село расположено на острове Хоккайдо в губернаторстве Хоккайдо. С ним граничат посёлки Такиноуэ, Окоппе, Симокава.

## Население
Население села составляет 1155 человек (30 июня 2014), а плотность — 3,75 чел./км². Изменение численности населения с 1980 по 2005 годы:
| 1980 | 1609 чел. |  |
| 1985 | 1446 чел. |  |
| 1990 | 1310 чел. |  |
| 1995 | 1253 чел. |  |
| 2000 | 1314 чел. |  |
| 2005 | 1224 чел. |  |

## Символика
Деревом села считается тис остроконечный, цветком — рододендрон даурский.